# Wichenford
Wichenford – wieś w Anglii, w hrabstwie Worcestershire, w dystrykcie Malvern Hills. Leży 9 km na północny zachód od miasta Worcester i 171 km na północny zachód od Londynu. Miejscowość liczy 400 mieszkańców.